# Georg Wilhelm Wissemann
Georg Wilhelm Wissemann (* 11. Juni 1854 in Rengshausen (Schwalm-Eder-Kreis); † 27. Oktober 1925 in Bad Kissingen) war ein deutscher evangelischer Theologe und Abgeordneter des Provinziallandtages der preußischen Provinz Hessen-Nassau.

## Leben
Georg Wilhelm Wissemann wurde als Sohn des Pfarrers Gideon Friedrich Wissemann und dessen Ehefrau  Auguste Katharina Wagner geboren. Nach dem Abitur am Friedrichsgymnasium in Kassel im Jahre 1874 studierte er Theologie an den Universitäten in Erlangen, Leipzig und Marburg und absolvierte 1879 sein erstes Staatsexamen. Nach dem Besuch des Lehrerseminars in Schlüchtern wurde er im März 1880 ordiniert und dann als Hilfspfarrer in Abterode am Meißner eingesetzt. Nach der Berufung an die Martinskirche in Kassel  setzte er sich hier als zweiter Pfarrer für die Wiederherstellung des Kirchengebäudes ein. 
Vom 16. Dezember 1896 an besetzte er die Stelle des Superintendenten des Kirchenkreises Hofgeismar-Wolfhagen. Dieses Amt hatte er bis zum Jahre 1925 inne.
Von 1921 an hatte er einen Sitz im Kurhessischen Kommunallandtag des preußischen Regierungsbezirks Kassel, aus dessen Mitte er zum Abgeordneten des Provinziallandtages der Provinz Hessen-Nassau bestimmt wurde. Er war hier als Vertreter der Deutschen Volkspartei bis zu seinem Eintritt in den Ruhestand im Jahre 1925 in verschiedenen Ausschüssen tätig.

## Öffentliche Ämter
- Vorstandsmitglied des Beiserhauses in Rengshausen
- Vorsitzender des Verwaltungsrates der Anstalten Hephata